# Sibutu
Sibutu é um município de  - na província Tawi-Tawi, nas Filipinas. De acordo com o censo de 1 de maio  de  2020 possui uma população de 34 243 pessoas e 5 692 domicílios.
Devido a um erro administrativo no Tratado de Paris, Sibutu foi a última possessão espanhola, em conjunto com Cagayán de Jolo, nas Filipinas.

## Bairros
Sibutu está politicamente dividida em 16 bairros.
- Ambutong Sapal
- Datu Amilhamja Jaafar
- Hadji Imam Bidin
- Hadji Mohtar Sulayman
- Hadji Taha
- Imam Hadji Mohammad
- Nunukan
- Sheik Makdum
- Sibutu (Poblacion)
- Talisay
- Tandu Banak
- Tandu Owak
- Taungoh
- Tongehat
- Tongsibalo
- Ungus-ungus